# Longitarsus tunetanus
Longitarsus tunetanus es una especie de insecto coleóptero de la familia Chrysomelidae. Fue descrita científicamente en 1940 por Csiki.